# Бармалей

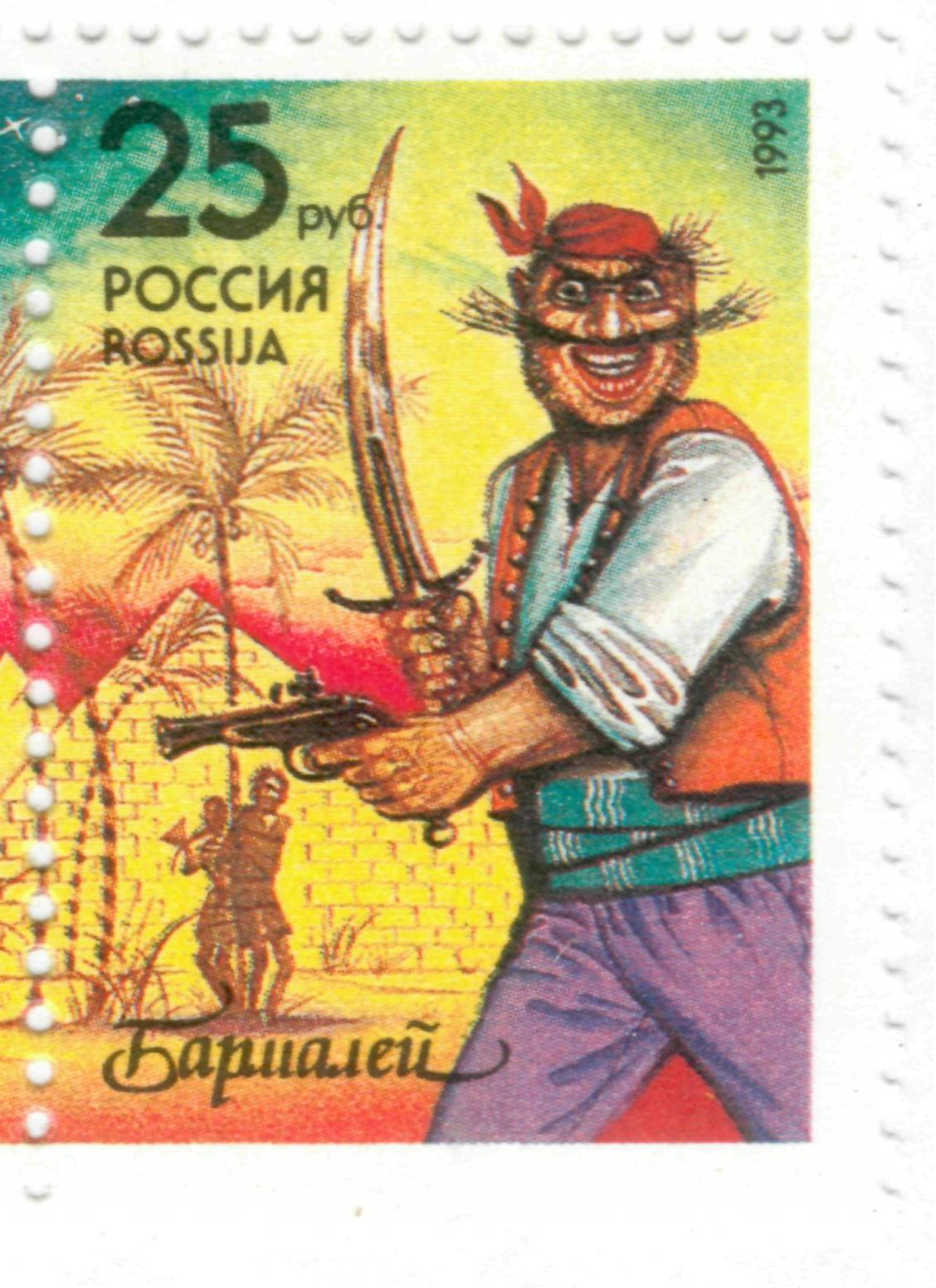
Бармалей на поштовій марці Росії

Бармалей або Бармалій (рос. Бармалей) — вигаданий пірат і людожер, що промишляв на території Африки і особливо любив їсти маленьких дітей. Персонаж однойменної казки Корнія Чуковського. Антагоніст доброго доктора Айболитя. Перемога над Бармалеєм відбувається за допомоги тварин. Бармалея на прохання Айболитя проковтує Крокодил, якого привела Горила, але, після покаяння і заступництва дітей, крокодил випускає Бармалея зі своєї пащі. Колишній лиходій погоджується їхати в Ленінград, де обіцяє пригощати дітей пирогами і кренделями.